# 伯恩 (麻薩諸塞州)
伯恩（英語：Bourne）是一個位於美國麻薩諸塞州巴恩斯特布爾縣的鎮。

## 人口
根據2020年美國人口普查的數據，伯恩的面積為136.90平方千米，當中陸地面積為105.30平方千米，而水域面積為31.60平方千米。當地共有人口20452人，而人口密度為每平方千米149人。